# Liste der Monuments historiques in Archignat
Die Liste der Monuments historiques in Archignat führt die Monuments historiques in der französischen Gemeinde Archignat auf.

## Liste der Bauwerke
| Bezeichnung       | Beschreibung                           | Standort | Kennzeichnung | Schutzstatus | Datum | Bild           |
| ----------------- | -------------------------------------- | -------- | ------------- | ------------ | ----- | -------------- |
| Croix des Âges    | Kreuz aus dem 14. oder 15. Jahrhundert | (Lage)   | PA00092972    | Classé       | 1969  | weitere Bilder |
| Kirche St-Pardoux | romanisch                              | (Lage)   | PA00092973    | Inscrit      | 1970  | weitere Bilder |

## Liste der Objekte
| Bezeichnung | Beschreibung    | Standort                        | Kennzeichnung | Schutzstatus | Datum | Bild |
| --- | --------------- | ------------------------------- | ------------- | ------------ | ----- | ---- |
| Gedenktafel zur Erinnerung an die Stiftung einer Messe durch Guillaume des Aaures und seine Frau Loyse de la Pierre | 15. Jahrhundert | in der Kirche St-Pardoux (Lage) | PM03000011    | Classé       | 1918  |      |